# ザ・ヴィジター (ニール・ヤングのアルバム)
| 専門評論家によるレビュー | 専門評論家によるレビュー |
| レビュー・スコア         | レビュー・スコア         |
| 出典                     | 評価                     |
| ------------------------ | ------------------------ |
| Pitchfork                | 6.7/10                   |

『ザ・ヴィジター』（The Visitor）は、カナダ／アメリカのシンガー・ソングライター、ニール・ヤングの40枚目のスタジオ・アルバムであり、アメリカのロック・グループ、プロミス・オブ・ザ・リアルとの2枚目のスタジオ・アルバムである。

## 概要
アルバムは2017年12月1日にReprise Recordsからリリースされた。アルバムに先立って、2017年7月4日にリリースされたシングル「Children of Destiny」、11月3日にリリースされた「Already Great」は、ドナルド・トランプ大統領の選挙スローガン「Make America Great Again」に呼応したものである。

## 曲目
全作詞作曲:ニール・ヤング.
| #         | タイトル                | 作詞  | 作曲・編曲 | 時間  |
| --------- | ----------------------- | ----- | ---------- | ----- |
| 1.        | 「Already Great」       |       |            | 5:47  |
| 2.        | 「Fly by Night Deal」   |       |            | 2:37  |
| 3.        | 「Almost Always」       |       |            | 4:50  |
| 4.        | 「Stand Tall」          |       |            | 5:13  |
| 5.        | 「Change of Heart」     |       |            | 5:54  |
| 6.        | 「Carnival」            |       |            | 8:21  |
| 7.        | 「Diggin' a Hole」      |       |            | 2:33  |
| 8.        | 「Children of Destiny」 |       |            | 3:24  |
| 9.        | 「When Bad Got Good」   |       |            | 2:00  |
| 10.       | 「Forever」             |       |            | 10:32 |
| 合計時間: | 合計時間:               | 51:11 |            |       |

## 評価
『ザ・ヴィジター』の平均点は『Metacritic』で68/100である。

## チャート
| Chart (2017–18)                                     | Peak position |
| --------------------------------------------------- | ------------- |
| オーストラリア・アルバム・チャート (ARIA)           | 85            |
| オーストリア (Ö3 Austria)                           | 32            |
| ベルギー (Ultratop Flanders)                        | 29            |
| ベルギー (Ultratop Wallonia)                        | 87            |
| カナダ (Billboard)                                  | 43            |
| オランダ (MegaCharts)                               | 39            |
| フィンランド (Suomen virallinen lista)              | 47            |
| フランス (SNEP)                                     | 113           |
| ドイツ (Offizielle Top 100)                         | 25            |
| アイルランド (IRMA)                                 | 45            |
| ニュージーランド・ヒートシーカー・アルバムズ (RMNZ) | 5             |
| ノルウェー (VG-lista)                               | 36            |
| スコットランド (OCC)                                | 36            |
| スペイン (PROMUSICAE)                               | 52            |
| スウェーデン (Sverigetopplistan)                    | 32            |
| スイス (Schweizer Hitparade)                        | 40            |
| UK アルバムズ (OCC)                                 | 65            |
| US Billboard 200                                    | 167           |
| US Top Rock Albums (Billboard)                      | 24            |
| US Folk Albums (Billboard)                          | 5             |
| US Top Tastemaker Albums (Billboard)                | 4             |

## 参加メンバー
- ニール・ヤング - ギター、ピアノ、ハーモニカ、ポンプ・オルガン、ホイッスル、水筒、バスルーム・ホイッスル、ヴォーカル
- マイカ・ネルソン - ピアノ、ギター、ポンプ・オルガン、マンドリン、グロッケンシュピール、ホイッスル、トイ・ピアノ、アコーディオン、ヴォーカル
- ルーカス・ネルソン - ギター、ホイッスル、水筒、ヴォーカル
- コーリー・マコーミック - ベース、ホイッスル、水筒、ヴォーカル
- アンソニー・ロガーフォ - ドラム、ホイッスル、ヴォーカル
- タトー・メルガー - パーカッション、ホイッスル、水筒、ヴォーカル
- その他のオーケストレーション - ヴォーカル、ヴィオラ、チェロ、ベース、フルート、オーボエ、クラリネット、ファゴット、フレンチホルン、トランペット、トロンボーン、シンバス、ハープ

制作スタッフ
- ゲイリー・バーデン、ジェニス・ヘオ - アートディレクション＆デザイン
- ダリル・ハンナ - 撮影
- ダナ・ファインマン - 撮影
- ジョン・ハンロン - 制作、ミキシング
- ニコ・ボーラス - 制作
- アル・シュミット - ミキシング、録音
- ダナ・ニールセン - 録音、エンジニアリング
- スティーブ・ジェネウィック、チャングラー・ハロッド - エンジニアリング
- ジョニー・ブリック, ロブ・バイゼル - エンジニア補佐
- クリス・ベルマン - マスタリング
- エリオット・ロバーツ - ディレクション[27]